# Persicaria glabra
Persicaria glabra là một loài thực vật có hoa trong họ Rau răm. Loài này được (Willd.) M.Gómez mô tả khoa học đầu tiên năm 1896.